# KKラヴェラ
KKラヴェラ（リトアニア語: Krepšinio klubas Lavera）は、かつて存在したリトアニア・カウナス郡カウナスを本拠地とするプロバスケットボールクラブである。1991年、タクシー会社によって創設され、1993年から2シーズン、リトアニア・バスケットボール・リーグ (LKL) に所属していた。両シーズンとも成績は好調であったものの、1995年、財政難を理由に解散した。

## 歴史
1993年のリトアニア・バスケットボール・リーグ (LKL) 発足時からLKLに所属。最初の1993–94年シーズンはレギュラーシーズンを3位で終えたものの、ポストシーズンの3位決定戦でヴィリニュスを本拠地とするスタティーバに敗れ、最終成績は4位となった。
1994–95年シーズンもレギュラーシーズンを3位で終え、ポストシーズンでは準決勝で同じくカウナスを本拠地とするアトレタスに敗れ、最終成績3位でシーズンを終えた。なお、このシーズンは3位決定戦は行われなかった。シーズン終了後、財政破綻した。

## 各シーズンの成績
| シーズン | リーグ     | レギュラーシーズン | ポストシーズン |
| -------- | ---------- | ------------------ | -------------- |
| 1993–94  | LKL（1部） | 3位                | 4位            |
| 1994–95  | LKL（1部） | 3位                | 3位            |

## ヘッドコーチ
- ヘンリカス・ギエドライティス（リトアニア語版）